# Quaranta-set
El quaranta-set és un nombre natural imparell que segueix el quaranta-sis i precedeix el quaranta-vuit. És un nombre primer, que s'escriu XLVII en xifres romanes, 47 en àrabs i 四十七 en xineses.
Ocurrències del 47:
- És el nombre atòmic de la plata.[2]
- Fruit d'una broma d'un professor de matemàtiques del Pomona College (Califòrnia), que va intentar introduir els seus estudiants a les demostracions matemàtiques intentant provar que tots els nombres acabaven essent 47, va passar a ser una xifra famosa localment. Un dels alumnes de l'escola seria guionista en la sèrie Star Trek, en la qual apareix el nombre a cada episodi. Altres sèries han usat des de llavors el nombre com a homenatge (com Alias).[3]
- Hi ha 47 cordes en una arpa.[cal citació]
- Els anys 47, 47 aC i 1947
- El prefix telefònic de Noruega.[4]
- El nombre de miracles fets per Jesús.[cal citació]
- La tradició explica que Pancho Villa morí assassinat per 47 bales.[5]
- El Grup 47 era un grup d'escriptors alemanys posteriors a la Segona Guerra Mundial, que va influir en autors com Günter Grass, entre d'altres.[6]
- Representa la mort en determinades tradicions de la Càbala.[cal citació]
- És el novè nombre de Lucas.[7]
- És el cinquè nombre de Thàbit.[8]